# General Electric Company (azienda 1886)
La General Electric Company plc, nota con l'acronimo GEC, è stata una multinazionale britannica del settore elettronico per la difesa, di telecomunicazioni e di ingegneria.

## Storia
Venne fondata nel 1886 a Londra come The General Electric Apparatus Company da due immigrati tedeschi Gustav Biswanger e Hugo Hirst. Divenne General Electric Company nel 1889, e la società si espanse rapidamente creando diverse filiali e fabbriche.
Nel 1893 la GEC si specializzò nella produzione di lampadine, i cui filamenti vennero forniti dalla ditta tedesca che diverrà OSRAM a partire dal 1909. Con la rapida crescita dell'uso privato e commerciale di energia elettrica che assicurava la domanda, la società ampliò la propria presenza sia in patria che all'estero, con la creazione di agenzie in Europa, Giappone, Australia, Sudafrica, in India e di un commercio di esportazione sostanziale al Sud America.
Ulteriore sviluppo dell'azienda si verificò nel periodo compreso tra le due guerre mondiali, quando l'azienda si dedicò alla produzione bellica. Nel 1940 la GEC contribuì allo sviluppo del magnetron per i radar con i fisici John Randall ed Harry Boot presso l'università di Birmingham, e a quelle delle valvole termoioniche.
Nel corso del secondo dopoguerra GEC proseguì la propria politica di espansione, attraverso varie acquisizioni e fusioni di altre società, come l'Associated Electrical Industries (AEI) che comprende il settore dell'elettronica civile e degli elettrodomestici, e altre importanti come la Elliott Brothers, la Marconi Company ed altre. GEC divenne così negli anni settanta la più grossa azienda del Regno Unito.
Nel 1981 entrò nel settore delle apparecchiature elettromedicali con l'acquisizione della statunitense Picker Corporation.
Nel 1984 GEC entrò nella lista della FTSE 100 Index, classificandosi terzo dietro la British Petroleum e la Royal Dutch Shell.
Nel 1988 insieme con la tedesca Siemens AG creò una società comune denominata GEC-Siemens plc, e nel 1989 creò una joint-venture con la francese CGE, la GEC-Alstom. Altre importanti acquisizioni da parte della GEC furono effettuate negli anni novanta, quelle della Ferranti e della Vickers Shipbuilding and Engineering.
Nel 1998 il settore radar e avionico si fuse con quello dell'italiana Alenia Aeronautica dando vita alla Alenia Marconi Systems. Nello stesso anno acquisì l'industria della difesa statunitense Tracor.
La società cessò di esistere nel 1999 quando venne acquisita dalla Marconi.